# 榮歸主頌
榮歸主頌（拉丁語：Gloria in Excelsis Deo），或譯「大榮耀頌」、「光榮頌」，是基督宗教用於禮儀的一首詩歌，是禮文的一部份。歌詞是從《聖經·新約》的《路加福音》第2章第14节衍出的讚詞，在2世紀中已開始流傳，並由教宗西瑪克（498年－514年）最先把它放入重大節慶的彌撒之中。
現今彌撒中除了將臨期、四旬期、殯葬及追思彌撒外，均會在垂憐經後唱或唸。通常首句「天主在天受光榮」會由主祭起唱（唸），信友接唱（唸）。而在大禮彌撒（由教宗、主教所主持的彌撒，通常為重大節慶）中以拉丁语唱，主祭起唱「Gloria in excelsis Deo」，唱詩班接唱。

## 拉丁文光榮頌（榮歸主頌）
| Glória in excélsis Deo et in terra pax homínibus bonae voluntátis. Laudámus te, benedícimus te, adorámus te, glorificámus te, grátias ágimus tibi propter magnam glóriam tuam, Dómine Deus, Rex cæléstis, Deus Pater omnípotens. Dómine Fili Unigénite, Iesu Christe, Dómine Deus, Agnus Dei, Fílius Patris, qui tollis peccáta mundi, miserére nobis; qui tollis peccáta mundi, súscipe deprecatiónem nostram. Qui sedes ad déxteram Patris, miserére nobis. Quóniam tu solus Sanctus, tu solus Dóminus, tu solus Altíssimus, Iesu Christe, cum Sancto Spíritu: in glória Dei Patris. Amen. |
| |

## 聖公會版本之榮歸主頌
| 但願在天上榮耀歸於上帝， 在地上平安歸於主所喜悅的人。 我們讚美主，稱頌主， 敬拜主，榮耀主，為主之大榮耀， 感謝主上帝，天上之王， 全能的上帝聖父。 主獨生的聖子耶穌基督； 主上帝，上帝的羔羊， 聖父之聖子，除去世人罪的主， 應允我們的祈禱。 坐於上帝聖父右的聖子， 憐憫我們。 惟基督獨一為聖，基督獨一為主， 惟基督與聖靈，同在聖父榮耀中， 同為至上。 阿們 。 |
| （摘自中華聖公會港澳教區（現香港聖公會）1959年重訂之《公禱書》） |
| 惟願在至高之處，榮耀歸於上帝， 在地上平安歸與祂的子民。 主上帝，天上的王， 全能的上帝聖父， 我們敬拜你，感謝你， 為你的榮耀稱頌你。 主耶穌基督，聖父的獨生聖子， 主上帝，上帝的羔羊， 除掉世人罪的主：憐憫我們； 坐在聖父右邊的主：應允我們的禱告。 因為只有基督是聖， 只有基督是主， 只有耶穌基督和聖靈， 在上帝聖父榮耀裏，同為至上。 阿們。                 |
| （摘自香港聖公會 2000年重印之《聖餐崇拜禮文 (第二式)》） |
| 願榮耀歸于至高處上帝，平安歸地上主的子民，上主天上的王，全能的上主聖父，我們敬拜主，我們感謝主，為主的大榮耀稱頌主。 耶穌基督，天父獨生的聖子，主上主，上主的羔羊，你除去世人的罪，求憐憫我們，坐在上主聖父右邊的主，應允我們的禱告， 因為只有基督是聖，只有基督是主，只有基督與聖靈，在上主聖父的榮耀裡，同為至上，同為至上，阿們。                           |
| （臺灣聖公會） |

## 天主教版本之光榮頌（榮歸主頌）
| 天主在天受光榮，主愛的人在世享平安。 主、天主、天上的君王，全能的天主聖父， 我們為了袮無上的光榮， 讚美袮、稱頌袮、朝拜袮、顯揚袮、感謝袮。 主、耶穌基督、獨生子； 主、天主、天主的羔羊，聖父之子； 除免世罪者，求祢垂憐我們。 除免世罪者，求祢俯聽我們的祈禱。 坐在聖父之右者，求袮垂憐我們； 因為只有袮是聖的，只有袮是主，只有袮是至高無上的。 耶穌基督，袮和聖神，同享天主聖父的光榮。阿們。 |
| （摘自天主教台灣地區主教團出版之《主日感恩祭典》） |

## 景教(東方亞述教會)版本之《荣归主颂》
在《大正藏·外教部》中，收录了一篇唐代景教的赞美文《大秦景教三威蒙度讚》，即古汉语版《荣归主颂》。全文如下。
無上諸天深敬歎　　大地重念普安和

人元真性蒙依止　　三才慈父阿羅訶

一切善眾至誠禮　　一切慧性稱讚歌

一切含真盡歸仰　　蒙聖慈光救離魔

難尋無及正真常　　慈父明子淨風王

於諸帝中為師帝　　於諸世尊為法皇

常居妙明無畔界　　光威盡察有界疆

自始無人嘗得見　　復以色見不可相

惟獨絕凝清淨德　　惟獨神威無等力

惟獨不轉儼然存　　眾善根本復無極

我今一切念慈恩　　歎彼妙樂照此國

彌施訶普尊大聖子　廣度苦界救無億

常活命王慈喜羔　　大普耽苦不辭勞

願捨群生積重罪　　善護真性得無繇

聖子端任父右座　　其座復超無鼎高

大師願彼乞眾請　　降筏使免火江漂

大師是我等慈父　　大師是我等聖主

大師是我等法王　　大師能為普救度

大師慧力助諸羸　　諸目瞻仰不暫移

復與枯燋降甘露　　所有蒙潤善根滋

大聖普尊彌施訶　　我歎慈父海藏慈

大聖謙及淨風性　　清凝法耳不思議

## 外部連結
- 信仰知多Ｄ：光榮頌 （页面存档备份，存于）

| 天主教會彌撒的额我略圣歌 | 天主教會彌撒的额我略圣歌                                                                             |
| ------------------------ | --- |
| 常用經文                 | 垂憐經 \| 光榮頌 \| 信經 \| 聖三頌（包涵迎主曲） \| 羔羊頌 \| 遣散禮                                 |
| 專用經文                 | 進堂詠 \| 集禱經 \| 書信 \| 福音前歡呼 \| 福音 \| 繼抒詠 \| 奉獻詠 \| 頌謝詞 \| 領主詠 \| 領聖體後經 |
| 特殊形式羅馬禮           | 升階經                                                                                               |